# Причина (магія)

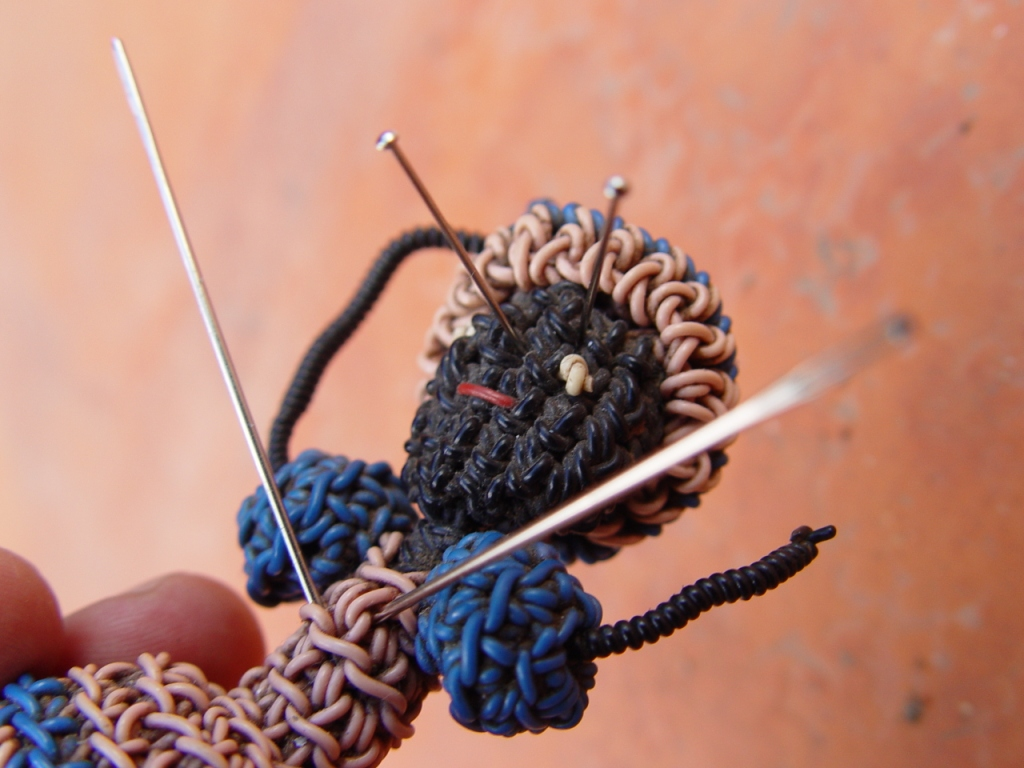
Нитяна лялька, яку використовували для насилання причини.

Причи́на, розм. поро́блення — забобон, заснований на вірі деяких людей у можливість хвороби, нещастя, заподіяних чаклунством.
Марновірство, пов'язане з існуванням причини, а також з можливістю її усунення («замовляння», «вишіптування»), у різній мірі поширені серед всіх народів, може не виділятися як окреме явище, змішуючись із прокляттям.

## Термін
Причину слід відрізняти від пристріту — негативного впливу внаслідок недоброго погляду або зустрічі. Втім, ці поняття іноді змішують.
Наслані чаклуванням хвороба, нещастя чи викликане кохання також відомі під розмовною назвою «пороблення» («поробити» означає «заподіяти причину»).
Поряд зі словом «причина» у сучасних українських публікаціях вживаються слова «порча» і «псування». Перше є семантичним запозиченням з російської мови (від рос. порча — «причина у значенні хвороба»), друге — українською калькою того ж слова (окрім значення «причина», воно означає також «псування», «порча»). Українські словники не фіксують такого значення цих українських лексем.

## Насилання причини

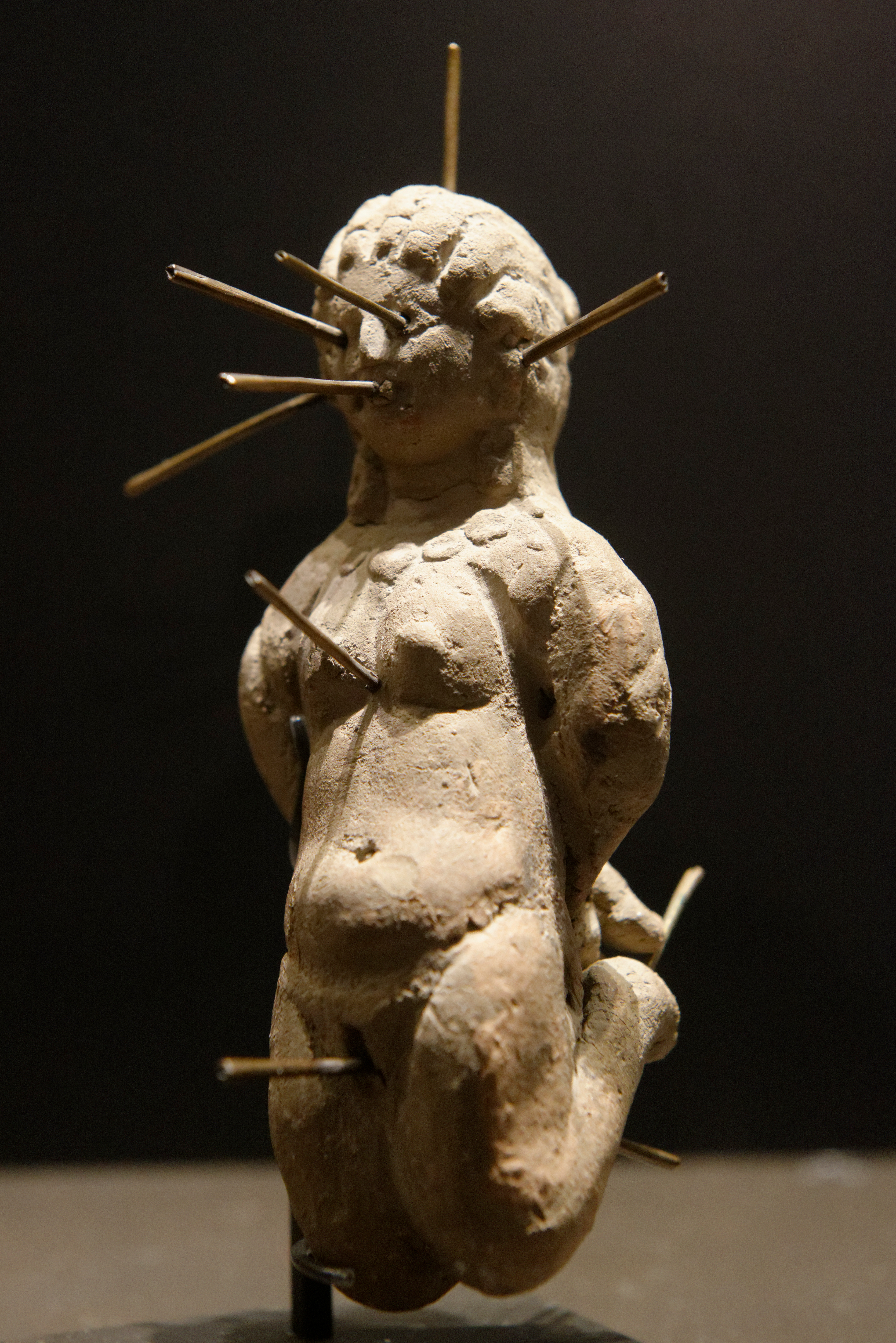
Глиняна лялька для насилання причини. IV ст. н. е.

- За допомогою «науза» — спеціально зробленого для цієї мети магічного предмета. Найчастіше науз описують як кільце з пташиного пір'я, зашите в подушку чи перину, або жмут волосся, особливим способом обмотаний ниткою, скріплений з кістками тварин.
- За допомогою «мертвої води». Відоме вживання за «мертву воду» тієї води, що залишилася після обмивання померлого
- Наведення причини на слід людини-жертви, її фотографію, частини тіла (зрізані нігті або волосся, кров).
- Широко відоме наведення причини з допомогою ляльки, що символізує людину-жертву. Зазвичай причину робили втиканням голок у різні частини тіла ляльки. Саме такий спосіб описаний у «Тінях забутих предків» Михайла Коцюбинського:

|  | …він побачив Палагну і мольфара. Юра, зігнувшись, тримав перед Палагною глиняну ляльку і тикав пальцями в неї од ніг до голови. — Б'ю кілок тут, — шептав зловісно, — і сохнуть руки та й ноги. В живіт — карається на живіт; не годен їсти… — А єкби у голову вбив? — питала цікаво Палагна. — Тоді гине в той мах… |

## Психіатричний стан
Оскільки «причинними» зараз називають божевільних, причина могла пов'язуватися з психічними розладами, спричиненими злими чарами. Відомо, що «причиною» називали епілепсію. Як уявляли собі людей, уражених насланим божевіллям, описано у баладі «Причинна» Т. Г. Шевченка:
|  | То дівчина ходить, Й сама не зна (бо причинна), Що такеє робить. Так ворожка поробила, Щоб менше скучала, Щоб, бач, ходя о-півночі, Спала й виглядала Козаченька молодого, Що торік покинув. |

|  | Щось лізе вверх по стовбуру До самого краю. От-то ж тая дівчинонька, Що сонна блудила: Оттаку-то їй причину Ворожка зробила! На самий верх на гілечці Стала... в серце коле! Подивилась на всі боки, Та й лізе до-долу. |

Негативні наслідки «причини» пояснюють «ефектом ноцебо», існує навіть термін «вуду-смерть».

## Причина і християнство
Християнські священики неоднозначно ставляться до наведення причини, як і до чаклунства у цілому. Дехто з них взагалі заперечує їх можливість, називаючи віру в них «марновірством», інші вважають їх реальністю, пов'язаною зі зверненням до темних сил. Але всі розділяють думку про те, що спроба навести причину, як і зняти її з допомогою чаклунства є тяжкими гріхами.
На думку протодиякона Андрія Кураєва, чаклунство є даремним богоборством, а поняття «пристріт», «причина», «замовляння», «привороти» — шкідливим марновірством.
Богослов О. І. Осипов говорить з цього приводу:
|  | …для християнина, що істинно вірує і бажає жити щиро за заповідями Божими, який кається у своїх порушеннях, ніяких причин бути не може… [вони] зачіпають лише людей невіруючих, марновірних, язичників… тих, хто вірить у це… які дрижать — «аби мене хто не зурочив, аби хто не зробив мені причину» і цим свідчать про свою віру в оце. От їх-то причина якраз і спостигає. Оригінальний текст (рос.) [ …для христианина, искренне верующего и желающего искренне жить по заповедям Божиим и кающегося в своих нарушениях, никаких порч быть не может… [они] касаются…только людей неверующих, суеверных, язычников… тех, кто верит в это… которые дрожат — „как бы меня кто не сглазил, как бы меня кто не испортил“ и этим свидетельствуют о своей вере в это. Вот их-то порча как раз и постигает. ] Помилка: {{Lang}}: текст вже має курсивний шрифт (допомога) |

Старець Паїсій Святогорець стверджував, що чаклуни своїми «бісовськими діями» можуть пошкодити людині лише у тому випадку, якщо вона живе нечестивим, гріховним життям:
|  | Вони роблять з воску ляльку, схожу на людину. Коли до них приходять і просять, щоб їхній ворог осліп, то вони встромляють голку в очі ляльки, промовляючи при цьому ім'я людини, яку хочуть осліпити. Вони вчиняють й інші бісовські дії. І якщо людина, на яку таким чином наводять причину, живе гріховним життям і не сповідується, то бісовський вплив уражає її очі. Від болю вони наче виходять з орбіт! Людина обстежується у лікарів, але лікарі нічого не знаходять. |

Священик РПЦ Даніїл Сисоєв також припускав можливість причини, посилаючись на давні джерела:
|  | У «Православному сповіданні Кафолічної і Апостольської Церкви Східної», найвідомішій символічній книзі Православ'я, затвердженій на Київському, Ясському і Константинопольському соборах і схваленій східними патріархами, сказано про гріхи проти 2 заповіді: «Іще переступають сію заповідь ті, що вдаються до волхувань і чародійств, які визнають незрадливим і вірним щастя і долю… а також перетворюють людей на овець та інших тварин» Оригінальний текст (рос.) [В «Православном исповедании Кафолической и Апостольской Церкви Восточной», известнейшей символической книге Православия, утвержденной на Киевском, Ясском и Константинопольских Соборах и одобренной восточными патриархами сказано о грехах против 2 заповеди: «Еще преступают сию заповедь те, которые прибегают к волхованиям и чародействам, которые признают неизменным и верным счастье и судьбу… также превращают людей в овец и других животных» ] Помилка: {{Lang}}: текст вже має курсивний шрифт (допомога) |

У той же час Сисоєв зазначав, що «ніхто не вважав віру в „причину“ частиною віровчення, як ніхто не вважав частиною віровчення загрози вбивства чи грабежу. Питання про „причину“ для кожного християнина лише частина морального богослов'я. Якщо Господь заборонив нам боятися смерті, то тим більше безглуздо боятися хвороби».